# طرخشقون أفقي
طرخشقون أفقي (الاسم العلمي:Taraxacum horizontale) هو نوع من النباتات يتبع جنس الطرخشقون من الفصيلة النجمية.